# Ballando con Chet Baker
(Paola Maraone in "Rockol del 30 marzo 2001")
Ballando con Chet Baker è l'undicesimo album di inediti del cantautore milanese Fabio Concato, pubblicato nel 2001 su etichetta e distribuzione Mercury Records.
L'uscita dell'album, nel titolo del quale vi è un esplicito omaggio al trombettista e cantante statunitense di musica jazz Chesney Henry "Chet" Baker Jr., è stata anticipata dalla partecipazione dell'artista al Festival di Sanremo 2001 dove con la canzone "Ciao Ninin", dedicata dallo stesso Concato alla moglie, il cantante milanese si è classificato al nono posto. Dell'artista statunitense l'album riprende lo stile lirico e intimista per il quale il jazzista è divenuto noto, pur facendo trapelare la passione di Concato per la musica brasiliana. Dopo le precedenti collaborazioni con vari musicisti "carioca" (come ad esempio Toquinho), una della canzoni dell'album è una cover del brano Wave di Antonio Carlos Jobim (cantata in portoghese), mentre l'intero album è stato registrato in Brasile. Gli arrangiamenti e le scritture sono state curate da Bruno Zucchetti e Pier Carlo Penta.
I testi e le musiche sono di Fabio Concato.

## Tracce
1. Naturalmente
2. Chicco di caffè
3. Ciao Ninìn
4. Quanta nostalgia
5. In coda
6. Che stress
7. Semitango
8. Ballando con Chet Baker
9. Tinti
10. Wave

## Classifiche
| Classifica | Posizione massima |
| ---------- | ----------------- |
| Italia     | 31                |

## Formazione
- Fabio Concato – voce
- Toti Panzanelli – chitarra
- Cesare Chiodo – basso
- Alfredo Golino – batteria
- Marcos Siqueira – chitarra
- Bruno Zucchetti – tastiera, programmazione, pianoforte
- Massimo Moriconi – contrabbasso
- Tiziano Ricci – violoncello
- Marco Tamburini – tromba, flicorno
- Amedeo Bianchi – sassofono soprano